# Języki afroazjatyckie

Rodziny językowe Afryki

Języki afroazjatyckie (dawniej zwane rodziną semito-chamicką lub chamito-semicką) – wielka rodzina języków, zajmująca obszary od afrykańskich wybrzeży Atlantyku z językami hausa, arabskim i berberyjskimi na zachodzie po Róg Afryki (języki kuszyckie) i Bliski Wschód z językami hebrajskim i arabskim na wschodzie. Rodzina języków afroazjatyckich dzieli się na sześć podrodzin językowych:
- języki semickie;
- języki berberyjskie;
- języki omockie;
- języki czadyjskie;
- język egipski † z koptyjskim †;
- języki kuszyckie.

Języki omockie są jednak przez niektórych językoznawców klasyfikowane jako podrodzina języków kuszyckich. Niektórzy specjaliści wyłączają z rodziny kuszyckiej język bedża, czyniąc go językiem izolowanym w obrębie rodziny afroazjatyckiej.

## Pochodzenie języków afroazjatyckich
Wszystkie języki z tej rodziny posiadają szereg cech wspólnych (między innymi budowę rdzeniowo-spółgłoskową – zob. niżej), wskazujących na ich pochodzenie od jednego wspólnego prajęzyka (zob. język praafroazjatycki). Postulowaną praojczyzną języków afroazjatyckich są tereny Etiopii, na których występuje ich największe zróżnicowanie. Inne teorie mówią o pochodzeniu języków afroazjatyckich z terenów Bliskiego Wschodu czy nawet południowych wybrzeży Morza Kaspijskiego. Jeszcze inne teorie umiejscawiają kolebkę języków afroazjatyckich na obszarach południowo-wschodniej Sahary. Językoznawcy są jednak zgodni, że ekspansja języków afroazjatyckich w Afryce przebiegała w kierunku zachodnim, najpewniej w późnym paleolicie lub wczesnym mezolicie.

## Morfologia
W językach afroazjatyckich nośnikiem ogólnego znaczenia w wyrazie jest rdzeń spółgłoskowy, składający się najczęściej z trzech spółgłosek, które są uściślane następnie przez wstawiane samogłoski czy dołączane prefiksy bądź sufiksy (zob. alternacja). Samogłoski uściślają także formę gramatyczną wyrazu. Ta specyficzna budowa języków afroazjatyckich stała się przyczyną rozwinięcia przez posługujące się nimi ludy pism spółgłoskowych, takich jak pismo arabskie czy hieroglify egipskie.
Inną wspólną cechą języków afroazjatyckich jest występowanie dwóch rodzajów gramatycznych (męskiego i żeńskiego) oraz tworzenie form rodzaju żeńskiego za pomocną przyrostka -t, np. arab. بن = bin (ibn) „syn” → بنت = bint „córka”.
Języki czadyjskie wyróżnia spośród rodziny afroazjatyckiej ich tonalność.

## Kontakty językowe
Języki afroazjatyckie wykazują – obok przedstawionych wyżej cech dla siebie charakterystycznych – szereg cech wspólnych z sąsiednimi rodzinami językowymi, co zdaniem językoznawców wskazuje na kontakty językowe w zamierzchłej starożytności. Przykładowo rekonstrukcja języka prasemickiego (prajęzyka jęz. semickich) wykazała stare zapożyczenia leksykalne z języka sumeryjskiego. Niektóre rdzenie wyrazowe języki afroazjatyckie dzielą też z indoeuropejskimi. Jakkolwiek w pierwszym przypadku mówi się o wpływie języka sumeryjskiego – języka rozwiniętej cywilizacji Sumeru – na język mniej zaawansowanych wczesnych ludów afroazjatyckich, w drugim przypadku trudno określić kierunek zapożyczeń.
Niektóre języki z grupy kuszyckiej wykazują też pewne cechy typologiczne języków khoisan (m.in. występowanie głosek mlaszczących), zaś język egipski wykazuje wpływ substratu nilo-saharyjskiego. Z drugiej strony część języków berberyjskich wywarła znaczny wpływ na nilo-saharyjską rodzinę songhaj.
Niektórzy językoznawcy wskazują też na nieliczne zbieżności leksykalne między językami berberyjskimi, a językami z rodziny języków indoeuropejskich, używanymi na kontynencie europejskim w późnej starożytności.
W średniowieczu ważną rolę odgrywał semicki język arabski jako główny język cywilizacji islamu, wywierając wpływ na inne języki muzułmanów, zwłaszcza osmańskoturecki i perski, a także na język hiszpański.

## Klasyfikacja genetyczna języków afroazjatyckich
W poniższej uproszczonej klasyfikacji wymieniono tylko ważniejsze języki afroazjatyckie.
języki afroazjatyckie
języki semickie
(ze względu na obszerność tej grupy przedstawiono ją w oddzielnym artykule)
język egipski † z koptyjskim †*
języki kuszyckie
afar (danakil)
ageu
bedża
darasa (gedeo)
hadija
iraku
kembata
oromo (galla)
sidamo
somali
języki berberyjskie (berberskie)
język libijski starożytny †
język Guanczów †
współczesne języki berberskie: tuareski, tamazight, beraber, rifi, shilha, kabylski, siwi, nefusi, zanaga, zanata i in.
języki czadyjskie
hausa
bade
kamwe
bura-pabir
musgu
języki omockie
kafa
gamo
welamo
niesklasyfikowane
ongota
Klasyfikacja języków afroazjatyckich m.in. wg Ethnologue:
| Grupy i języki | Liczba mówiących | Kraje |
| --- | ---------------- | --- |
| Języki berberyjskie (berberskie)                                                                                              |                  | |
| Języki wschodnioberberyjskie                                                                                                  |                  | |
| Języki awjila-sokna |                  | |
| audżila | 2 000            | Libia |
| sokna | 0                | Libia |
| Języki siwa |                  | |
| siwi (berberyjski oazowy) | 20 000           | Egipt |
| Języki północnoberberyjskie                                                                                                   |                  | |
| szenua (chenoua) | 76 300           | Algieria |
| Języki atlaskie |                  | |
| judeo-berberyjski | 2 000            | Izrael |
| taszelhit (taszilhajt, tashelhiyt, szilh, shilha południowy, susiya)                                                          | 7 066 000        | Maroko, Algieria |
| tamazight (berberyjski, tamazight środkowoatlaski, tamazight Atlasu Średniego, shilha środkowy, berberyjski Atlasu Średniego) | 4 740 000        | Maroko |
| tamazight marokański standardowy (berberyjski standardowy, tamazight standaryzowany)                                          | ?                | Maroko |
| Języki kabylskie |                  | |
| kabylski (taqbajlit) | 5 599 200        | Algieria |
| Języki zenati |                  | |
| Języki zenati wschodnie |                  | |
| ghadameski | 13 100           | Libia |
| nafusi (nefusi, dżerbi) | 272 000          | Libia, Tunezja |
| sened | 0                | Tunezja |
| Języki ghomara |                  | |
| ghomara | 10 000           | Maroko |
| Języki mzab-wargla |                  | |
| warkalski (wargla, tagargrent)                                                                                                | 20 000           | Algieria |
| tugurcki (tukkurcki, tamazight tamacyński)                                                                                    | 6 000            | Algieria |
| taznatit | 11 000           | Algieria, Maroko |
| mozabicki (tumzabt, mzabi, ghardaia)                                                                                          | 150 000          | Algieria |
| Języki riff |                  | |
| senhadża | 50 000           | Maroko |
| tarifit (shilha północny, riff, rifski, rifia)                                                                                | 4 366 000        | Maroko, Algieria |
| Języki shawiya |                  | |
| chaouia (shawia, tachawit) | 2 130 000        | Algieria |
| Języki tidikelt |                  | |
| tidikelt | 1 000            | Algieria |
| Języki tuareskie (tamaszek)                                                                                                   |                  | |
| Języki północnotuareskie (tamaszek północne)                                                                                  |                  | |
| tamahaq | 77 000           | Algieria, Libia, Niger |
| Języki południowotuareskie (tamaszek południowe)                                                                              |                  | |
| tawalamacki (tamajaq, tamażak, tawallammat)                                                                                   | 801 000          | Niger, Mali, Nigeria |
| tamażek (tamajeq tayart) | 250 000          | Niger |
| tamasheq (tamaszek) | 500 000          | Mali, Burkina Faso |
| Języki zenaga |                  | |
| tetserret (tin sert) | 2 000            | Niger |
| zenaga | 2 700            | Mauretania |
| Języki czadyjskie |                  | |
| Języki biu-mandara |                  | |
| Języki biu-mandara A |                  | |
| Języki biu-mandara A1 (tera)                                                                                                  |                  | |
| Języki biu-mandara A1 wschodnie (tera wschodnie)                                                                              |                  | |
| boga (boka) | 10 000           | Nigeria |
| ga'anda (ganda, mokar) | 43 000           | Nigeria |
| hona (hwana, fiterya) | 32 000           | Nigeria |
| Języki biu-mandara A1 zachodnie (tera zachodnie)                                                                              |                  | |
| dżera | 46 300           | Nigeria |
| tera | 101 000          | Nigeria |
| Języki biu-mandara A2 (bura)                                                                                                  |                  | |
| ngwahi | 2 000            | Nigeria |
| Języki biu-mandara A2.1 |                  | |
| bura (bura-pabir, babir, pabir)                                                                                               | 250 000          | Nigeria |
| czibak (kibaku) | 200 000          | Nigeria |
| kofa (kota) | 1 100            | Nigeria |
| putaj (margi zachodni) | 50               | Nigeria |
| Języki biu-mandara A2.2 |                  | |
| margi (marghi, margi środkowy)                                                                                                | 145 000          | Nigeria |
| margi południowy | 166 000          | Nigeria |
| kilba (huba, nya huba) | 306 000          | Nigeria |
| Języki biu-mandara A3 (higi)                                                                                                  |                  | |
| bana | 23 000           | Kamerun |
| hja (hya) | 2 940            | Kamerun, Nigeria |
| kamwe (higi) | 300 000          | Nigeria |
| kirya-konzel | 5 800            | Nigeria |
| psikye | 52 500           | Kamerun |
| Języki biu-mandara A4 (mandara)                                                                                               |                  | |
| Języki lamang |                  | |
| hdi (turu-hidi) | 29 000           | Kamerun |
| lamang | 40 000           | Nigeria |
| mabas (vemgo-mabas) | 11 000           | Nigeria, Kamerun |
| Języki mandara właściwe |                  | |
| Makrojęzyk glavda |                  | |
| cineni | 3 000            | Nigeria |
| toghwede (dghwede) | 30 000           | Nigeria |
| glavda (glanda) | 31 300           | Nigeria, Kamerun |
| guduf (guduf-gava) | 55 900           | Nigeria |
| gvoko | 21 000           | Nigeria, Kamerun |
| Makrojęzyk mandara |                  | |
| mandara (wandala) | 43 500           | Kamerun, Nigeria |
| Makrojęzyk podoko |                  | |
| podoko (parkwa) | 30 000           | Kamerun |
| Języki biu-mandara A5 (matakam)                                                                                               |                  | |
| baldemu | 4                | Kamerun |
| czuvok (cuvok) | 5 000            | Kamerun |
| dugwor (memekere) | 5 000            | Kamerun |
| gisiga (giziga) | 60 000           | Kamerun |
| gisiga północny (giziga północny, dogba)                                                                                      | 20 000           | Kamerun |
| mada | 17 000           | Kamerun |
| mafa (mofa, matakam) | 214 910          | Kamerun |
| balda (matal) | 18 000           | Kamerun |
| mboku (mbuko) | 15 000           | Kamerun |
| mefele (bula) | 11 000           | Kamerun |
| merej (mere) | 10 000           | Kamerun |
| mofu północny (mofu-douvangar)                                                                                                | 27 500           | Kamerun |
| mofu-gudur (mofu południowy)                                                                                                  | 90 000           | Kamerun |
| moloko | 10 000           | Kamerun |
| mujang | 30 000           | Kamerun |
| vame (maslava, pelasla) | 8 500            | Kamerun |
| uldeme (wuzlam) | 10 500           | Kamerun |
| zulgo (zulgo-gemzek) | 26 000           | Kamerun |
| Języki biu-mandara A6 (sukur)                                                                                                 |                  | |
| sukur | 14 800           | Nigeria |
| Języki biu-mandara A7 (daba)                                                                                                  |                  | |
| buwal (gadala) | 10 000           | Kamerun |
| daba (gadala) | 25 000           | Kamerun, Nigeria |
| gawar (gavar) | 15 000           | Kamerun |
| mazagway | 17 000           | Kamerun |
| mbudum | 6 000            | Kamerun |
| hina (mina, besleri) | 11 000           | Kamerun |
| Języki biu-mandara A8 (bata)                                                                                                  |                  | |
| bacama | 150 000          | Nigeria |
| bata | 152 500          | Nigeria, Kamerun |
| fali | 25 000           | Nigeria |
| gude (czeke) | 88 000           | Nigeria, Kamerun |
| gudu (gudo) | 5 000            | Nigeria |
| holma | 0                | Nigeria |
| djimi (jimi) | 2 500            | Kamerun |
| ngwaba (gombi) | 10 000           | Nigeria |
| nzangi (nzanyi, jenge) | 86 000           | Nigeria, Kamerun |
| sharwa | 5 100            | Kamerun |
| tsuvan | 2 300            | Kamerun |
| zhilvu (zizilivakan) | 6 200            | Nigeria, Kamerun |
| Języki biu-mandara B |                  | |
| Języki biu-mandara B1 |                  | |
| jilbe | 100              | Nigeria |
| Języki buduma |                  | |
| buduma (yedina) | 54 800           | Czad, Kamerun, Nigeria |
| Języki jina |                  | |
| zina (jina) | 1 500            | Kamerun |
| mazera (majera) | 500              | Kamerun, Czad |
| Języki kotoko właściwe |                  | |
| Makrojęzyk kotoko właściwy północny                                                                                           |                  | |
| afade (mandague) | 5 000            | Kamerun, Nigeria |
| malgbe (gulfei) | 6 000            | Kamerun, Czad |
| maslam | 250              | Kamerun, Czad |
| makari (mpade) | 16 000           | Kamerun, Czad |
| Makrojęzyk kotoko właściwy południowy                                                                                         |                  | |
| lagwan | 10 000           | Kamerun, Czad |
| kuseri (mser) | 500              | Kamerun, Czad |
| Języki biu-mandara B2 |                  | |
| mbara (guelengdeng) | 1 000            | Czad |
| musgu | 164 400          | Kamerun, Czad |
| muskum (muzgum) | 0                | Czad |
| Języki biu-mandara C |                  | |
| gidar (kada) | 65 700           | Kamerun, Czad |
| Języki wschodnioczadyjskie |                  | |
| Języki wschodnioczadyjskie A                                                                                                  |                  | |
| Języki wschodnioczadyjskie A1                                                                                                 |                  | |
| buso (busso) | 40               | Czad |
| Języki wschodnioczadyjskie A1.1                                                                                               |                  | |
| mulgi (mire) | 5 000            | Czad |
| ndam | 6 500            | Czad |
| somraj (somre) | 7 410            | Czad |
| tumak | 25 200           | Czad |
| Języki wschodnioczadyjskie A1.2                                                                                               |                  | |
| boor (bwara) | 100              | Czad |
| gadang | 2 500            | Czad |
| miltu | 2 500            | Czad |
| sarua | 2 000            | Czad |
| Języki wschodnioczadyjskie A2                                                                                                 |                  | |
| Języki wschodnioczadyjskie A2.1                                                                                               |                  | |
| kimre (gawra) | 20 000           | Czad |
| lele | 26 000           | Czad |
| nancere | 81 000           | Czad |
| Języki wschodnioczadyjskie A2.2                                                                                               |                  | |
| gabri (gabri południowy) | 34 400           | Czad |
| kabalai | 17 900           | Czad |
| tobanga (gabri północny) | 30 000           | Czad |
| Języki wschodnioczadyjskie A3                                                                                                 |                  | |
| kera | 50 500           | Czad, Kamerun |
| kwang (kuang) | 16 800           | Czad |
| Języki wschodnioczadyjskie B                                                                                                  |                  | |
| Języki wschodnioczadyjskie B1                                                                                                 |                  | |
| Języki wschodnioczadyjskie B1.1                                                                                               |                  | |
| bidijo (bidio) | 14 000           | Czad |
| dangal (dangla) | 60 000           | Czad |
| karakir (jonkor bourmataguil)                                                                                                 | 1 500            | Czad |
| mabire | 3                | Czad |
| mawa | 6 560            | Czad |
| jonkor (dżonkor, migaama) | 20 000           | Czad |
| mogum | 7 000            | Czad |
| ubi | 1 100            | Czad |
| Języki wschodnioczadyjskie B1.2                                                                                               |                  | |
| birgit | 10 400           | Czad |
| kadżakse (mini) | 10 000           | Czad |
| masmadże | 25 700           | Czad |
| mubi | 35 300           | Czad |
| toram | 8 460            | Czad |
| zerenkel | 2 240            | Czad |
| Języki wschodnioczadyjskie B2                                                                                                 |                  | |
| mukulu (jonkor-gera) | 12 000           | Czad |
| Języki wschodnioczadyjskie B3                                                                                                 |                  | |
| barein (guilia) | 4 100            | Czad |
| saba (jelkung) | 1 340            | Czad |
| sokoro | 5 000            | Czad |
| tamki (temki) | 500              | Czad |
| Języki masa |                  | |
| zime (herde) | 40 000           | Czad |
| marba (azumeina) | 218 000          | Czad |
| masana | 295 000          | Czad, Kamerun |
| mesme (zime z Kélo) | 20 100           | Czad |
| musej | 358 000          | Czad, Kamerun |
| ngete | 10 000           | Czad |
| peve | 35 720           | Czad, Kamerun |
| zumaja | 0                | Kamerun |
| Języki zachodnioczadyjskie |                  | |
| Języki zachodnioczadyjskie A                                                                                                  |                  | |
| Języki zachodnioczadyjskie A1 (hausa)                                                                                         |                  | |
| gwandara (kwandara) | 27 300           | Nigeria |
| hausa | 63 154 100       | Nigeria, Benin, Burkina Faso, Kamerun, Czad, Wybrzeże Kości Słoniowej, Ghana, Niger, Sudan |
| Języki zachodnioczadyjskie A2 (bole-tangale)                                                                                  |                  | |
| Języki bole |                  | |
| Makrojęzyk bole właściwy |                  | |
| beele (bele) | 120              | Nigeria |
| bole (ampika) | 100 000          | Nigeria |
| bure (bubure) | 20               | Nigeria |
| deno (be) | 6 000            | Nigeria |
| galambu | 25 000           | Nigeria |
| gera (rawam) | 200 000          | Nigeria |
| geruma | 9 030            | Nigeria |
| giiwo (kirifi) | 14 000           | Nigeria |
| kholok (kode, pia) | 2 500            | Nigeria |
| kubi (kuba) | 0                | Nigeria |
| maaka (maga) | 10 000           | Nigeria |
| ngamo (gamo) | 60 000           | Nigeria |
| nyam | 100              | Nigeria |
| Makrojęzyk karekare |                  | |
| karekare (karai-karai) | 150 000          | Nigeria |
| Języki tangale |                  | |
| Makrojęzyk dera |                  | |
| kanakuru (dera) | 20 000           | Nigeria |
| Makrojęzyk tangale właściwy                                                                                                   |                  | |
| kushi (goji) | 11 000           | Nigeria |
| kutto | 3 000            | Nigeria |
| kwaami | 10 000           | Nigeria |
| pero | 25 000           | Nigeria |
| piya-kwonci | 5 000            | Nigeria |
| tangale | 200 000          | Nigeria |
| Języki zachodnioczadyjskie A3 (angas)                                                                                         |                  | |
| Języki angas właściwe |                  | |
| Makrojęzyk angas właściwy 1                                                                                                   |                  | |
| czakfem-muszere (chakfem) | 5 000            | Nigeria |
| jorto (chakato) | 500              | Nigeria |
| kofjar (koffiar) | 110 000          | Nigeria |
| czip (miszip, ship) | 6 000            | Nigeria |
| sura (mwaghavul) | 150 000          | Nigeria |
| angas (ngas, karang, kerang)                                                                                                  | 400 000          | Nigeria |
| Makrojęzyk angas właściwy 2                                                                                                   |                  | |
| goemaj (ankwe) | 200 000          | Nigeria |
| koenoem (kanam) | 3 000            | Nigeria |
| montol (baltap, teel) | 21 900           | Nigeria |
| pyapun | 3 000            | Nigeria |
| tal | 10 000           | Nigeria |
| Języki yiwom |                  | |
| gerka (ywom, garkawa) | 10 000           | Nigeria |
| Języki zachodnioczadyjskie A4 (ron)                                                                                           |                  | |
| Języki fjer |                  | |
| fjer | 26 100           | Nigeria |
| tambas | 3 000            | Nigeria |
| Języki ron właściwe |                  | |
| karfa (duhwa) | 800              | Nigeria |
| kulere (akande) | 15 600           | Nigeria |
| mundat | 1 000            | Nigeria |
| ron | 176 000          | Nigeria |
| sza | 3 000            | Nigeria |
| Języki zachodnioczadyjskie B                                                                                                  |                  | |
| Języki zachodnioczadyjskie B1 (bade)                                                                                          |                  | |
| Makrojęzyk bade właściwy |                  | |
| bade | 250 000          | Nigeria |
| ngizim (ngizmawa) | 80 000           | Nigeria |
| Makrojęzyk duwai |                  | |
| duwaj (bade wschodni) | 11 400           | Nigeria |
| Języki zachodnioczadyjskie B2 (wardżi)                                                                                        |                  | |
| ajawa | 0                | Nigeria |
| tsagu (cziwogaj, sago) | 2 000            | Nigeria |
| diri (dirja) | 7 200            | Nigeria |
| karija (kariju, kaujawa, kerija, lipkawa, vinahe, wihe)                                                                       | 3 800            | Nigeria |
| mburku | 20 000           | Nigeria |
| mija (mijawa, muja) | 30 000           | Nigeria |
| pa'a (afa, afawa, foni, pala)                                                                                                 | 8 000            | Nigeria |
| siri (sirawa) | 3 800            | Nigeria |
| wardżi (sirzakwai, sar, sarawa, wardża, wardżawa)                                                                             | 123 000          | Nigeria |
| dżimbin (zumbun) | 2 000            | Nigeria |
| Języki zachodnioczadyjskie B3 (saja)                                                                                          |                  | |
| dass (barawa) | 8 830            | Nigeria |
| Makrojęzyk boghom |                  | |
| boghom (borrom) | 50 000           | Nigeria |
| kir-balar (kir) | 3 050            | Nigeria |
| magas | 100              | Nigeria |
| Makrojęzyk saja wschodni |                  | |
| dżimi (bi-gimu) | 1 000            | Nigeria |
| Makrojęzyk guruntum |                  | |
| guruntum (guruntum-mbaaru) | 15 000           | Nigeria |
| dżu | 900              | Nigeria |
| tala | 1 000            | Nigeria |
| zangwal (twar) | 100              | Nigeria |
| Makrojęzyk zaar właściwy |                  | |
| gedżi (gezawa, kajauri) | 6 000            | Nigeria |
| luri | 0                | Nigeria |
| polczi (palczi) | 22 000           | Nigeria |
| saja (vigzar) | 300 000          | Nigeria |
| zari (zariwa) | 0                | Nigeria |
| zeem (chaari) | 400              | Nigeria |
| Języki kuszyckie |                  | |
| Języki środkowokuszyckie (agauskie)                                                                                           |                  | |
| Języki środkowokuszyckie wschodnie                                                                                            |                  | |
| hamta (agau, hamtanga) | 224 000          | Etiopia |
| Języki środkowokuszyckie północne                                                                                             |                  | |
| bilin (blin, bilen) | 112 000          | Erytrea |
| Języki środkowokuszyckie południowe                                                                                           |                  | |
| aungi (agau) | 553 400          | Etiopia |
| Języki środkowokuszyckie zachodnie                                                                                            |                  | |
| kemant (agau zachodni, qimant)                                                                                                | 4 830            | Etiopia |
| Języki wschodniokuszyckie |                  | |
| boon | 59               | Somalia |
| Języki dullaj |                  | |
| ale (dabosse, gawwada) | 85 670           | Etiopia |
| tsamai (kule, tamaha) | 19 200           | Etiopia |
| Języki kuszyckie Wyżyny Abisyńskiej                                                                                           |                  | |
| alaba (alaba-k’abeena) | 307 700          | Etiopia |
| burdżi (bambala, daashi) | 49 450           | Etiopia |
| gedeo (darasa) | 1 023 000        | Etiopia |
| hadija (adea) | 1 401 000        | Etiopia |
| kambata (kembata) | 822 300          | Etiopia |
| libido (mareko) | 68 010           | Etiopia |
| sidamo | 3 081 000        | Etiopia |
| Języki konso-gidole |                  | |
| bussa (gobeze, maszelle, mosije)                                                                                              | 19 020           | Etiopia |
| dirasza (gidole) | 80 500           | Etiopia |
| konso (kareti, gato) | 247 660          | Etiopia |
| Języki oromo |                  | |
| Makrojęzyk oromo (oromski, galla)                                                                                             |                  | |
| orma | 66 300           | Kenia |
| oromo południowy (borana-arsi-gudżi)                                                                                          | 3 630 000        | Etiopia, Kenia, Somalia |
| oromo wschodni (harar) | 4 530 000        | Etiopia |
| oromo zachodniośrodkowy (oromo środkowozachodni)                                                                              | 8 920 000        | Etiopia |
| waata (langulo, sanye) | 12 600           | Kenia |
| Języki rendille-boni |                  | |
| aweer (bon, ogoda, waboni) | 7 600            | Kenia |
| rendille (randile) | 60 000           | Kenia |
| Języki saho-afarskie |                  | |
| afarski (afar, adal, danakil, danakilski)                                                                                     | 1 302 800        | Etiopia, Dżibuti, Erytrea |
| saho (sao) | 271 180          | Erytrea, Etiopia |
| Języki somalijskie |                  | |
| dabarre | 20 000           | Somalia |
| garre | 50 000           | Somalia |
| dżidu (jiiddu) | 20 000           | Somalia |
| maj (maay, rahanweyn) | 1 750 000        | Somalia |
| somalijski (somali, somali standardowy)                                                                                       | 16 224 000       | Somalia, Dżibuti, Etiopia, Kenia |
| tunni | 20 000           | Somalia |
| Języki omo-tana zachodnie |                  | |
| arbore | 10 320           | Etiopia |
| baiso (alkali, gediczo) | 4 620            | Etiopia |
| daasanach (geleb, merile) | 60 730           | Etiopia, Kenia |
| elmolo (dehes, fura-pawa) | 8                | Kenia |
| Języki yaaku |                  | |
| yaaku (jaaku, mukogodo) | 10               | Kenia |
| Języki północnokuszyckie |                  | |
| bedża (bedawiyet) | 3 364 000        | Sudan, Egipt, Erytrea |
| Języki południowokuszyckie |                  | |
| asa (aramanik, asa-aramanik, aramanicki, assa, lamanik)                                                                       | 350              | Tanzania |
| alagwa (uassi) | 53 000           | Tanzania |
| burunge | 28 000           | Tanzania |
| dahalo | 400              | Kenia |
| gorowa (fiome) | 113 000          | Tanzania |
| iraku | 603 000          | Tanzania |
| kw'adza (qwadza) | 0                | Tanzania |
| Języki egipskie |                  | |
| Egipskie kontinuum językowe                                                                                                   |                  | |
| staroegipski | 0                | Starożytny Egipt |
| średnioegipski (egipski klasyczny)                                                                                            | 0                | Starożytny Egipt |
| nowoegipski | 0                | Starożytny Egipt |
| demotyka | 0                | Starożytny Egipt |
| koptyjski (neo-egipski) | 0                | Egipt |
| Języki omockie (omotyckie) |                  | |
| Języki północnoomockie |                  | |
| Języki dizoidalne |                  | |
| dizin (dizi, dizi-madżi) | 35 950           | Etiopia |
| nayi (nao) | 9 070            | Etiopia |
| szeko (nao) | 439 820          | Etiopia |
| Języki gonga-gimodżan |                  | |
| Języki gimodżan |                  | |
| Języki dżandżero |                  | |
| yem (jemsa) | 92 200           | Etiopia |
| Języki ometo-gimira |                  | |
| Makrojęzyk czara |                  | |
| czara (gimiri nona) | 13 770           | Etiopia |
| Makrojęzyk gimira |                  | |
| bencz (dizu, gimarra, bench)                                                                                                  | 370 600          | Etiopia |
| Makrojęzyk ometo |                  | |
| male | 101 430          | Etiopia |
| Makrojęzyk ometo, grupa środkowa                                                                                              |                  | |
| dauro (dawro) | 533 000          | Etiopia |
| dorze | 24 400           | Etiopia |
| gamo | 1 094 400        | Etiopia |
| gofa | 392 400          | Etiopia |
| melo | 24 860           | Etiopia |
| ojda | 40 940           | Etiopia |
| uelajta (wolaita, uba, ometo)                                                                                                 | 1 719 800        | Etiopia |
| Makrojęzyk ometo, grupa wschodnia                                                                                             |                  | |
| kaczama-gandżule (qechem) | 3 250            | Etiopia |
| koorete (koore, amarro) | 159 370          | Etiopia |
| zaysete (zajse, zayse-zergulla, korisadam)                                                                                    | 18 500           | Etiopia |
| Makrojęzyk ometo, grupa zachodnia                                                                                             |                  | |
| basketo (mesketo) | 101 560          | Etiopia |
| Języki gonga |                  | |
| Języki gonga środkowe |                  | |
| anfillo (mao południowy) | 500              | Etiopia |
| Języki gonga północne |                  | |
| borna (szinasza) | 38 180           | Etiopia |
| Języki gonga południowe |                  | |
| kafa (kaficzo, kefa, mandżo)                                                                                                  | 881 700          | Etiopia |
| szakaczo (mocza) | 83 580           | Etiopia |
| Języki mao |                  | |
| ganza (koma) | 3 000            | Sudan, Etiopia |
| hozo | 6 000            | Etiopia |
| seze | 13 000           | Etiopia |
| mao północny (maues aase, amam, fadiro)                                                                                       | 2 300            | Etiopia |
| Języki południowooomockie |                  | |
| aari (ari, ara, aro, aarai)                                                                                                   | 298 300          | Etiopia |
| dime | 1 100            | Etiopia |
| galila (gayil, ari północny)                                                                                                  | 55 700           | Etiopia |
| hamer-banna (amar) | 81 520           | Etiopia |
| karo (kere) | 1 480            | Etiopia |
| Języki semickie |                  | |
| Języki wschodniosemickie |                  | |
| akadyjski (chaldejski) | 0                | Asyria, Babilonia |
| eblaicki | 0                | Syria |
| Języki zachodniosemickie |                  | |
| Języki środkowosemickie |                  | |
| razihi | 62 900           | Jemen |
| Języki aramejskie |                  | |
| Języki wschodnioaramejskie |                  | |
| syryjski (syriacki, syryjski klasyczny, starosyryjski)                                                                        | 0                | Turcja (Górna Mezopotamia, Arabia Wschodnia) |
| Języki środkowowschodnioaramejskie                                                                                            |                  | |
| Makrojęzyk środkowowschodnioaramejski północno-wschodni                                                                       |                  | |
| neo-aramejski asyryjski (neo-syryjski, suret, asyryjski, urmijski)                                                            | 549 420          | Irak |
| neo-aramejski żydowski środkowy (barzani-sandu)                                                                               | 6                | Izrael |
| neo-aramejski bohtan | 900              | Gruzja |
| neo-aramejski chaldejski (chaldejski współczesny, fallani, suras)                                                             | 225 350          | Irak |
| hertevin | 4                | Turcja |
| aramejski judeo-babiloński (aramejski babilońsko-talmudyczny)                                                                 | 0                | Izrael / Irak (Babilonia) |
| koi-sandżak surat | 800              | Irak |
| senaja (neo-aramejski chrześcijański)                                                                                         | 60               | Iran |
| Makrojęzyk środkowowschodnioaramejski północno-wschodni, grupa przezzabska (trans-zab, kurdit)                                |                  | |
| hulaula (liszana achni, liszana noszan)                                                                                       | 10 350           | Izrael, Iran |
| neo-aramejski żydowski międzyzabski (hulani, liszanid noszan)                                                                 | 2 200            | Izrael |
| liszan noszan (neo-aramejski żydowski irańsko-azerski)                                                                        | 6 350            | Izrael |
| liszana deni (liszan hozaje, liszan hudaje)                                                                                   | 7 500            | Izrael |
| Makrojęzyk środkowowschodnioaramejski północno-zachodni                                                                       |                  | |
| mlahso (suryoyo) | 0                | Syria |
| turoyo (syryoyo) | 110 300          | Turcja, Syria |
| Języki mandejskie |                  | |
| mandejski (mandejski współczesny)                                                                                             | 100              | Iran, Irak |
| mandejski klasyczny | 0                | Iran, Irak |
| Języki zachodnioaramejskie |                  | |
| aramejski nabatejski (nabatejski)                                                                                             | 0                | Arabia Petraea |
| aramejski samarytański (samarytański)                                                                                         | 0                | Palestyna, Izrael |
| neo-aramejski zachodni (maalula)                                                                                              | 24 000           | Syria |
| Języki południowosemickie |                  | |
| Języki arabskie (północnoarabskie)                                                                                            |                  | |
| arabski nabatejski (nabatejski)                                                                                               | 0                | Królestwo Nabatejskie |
| hasaicki | 0                | Arabia |
| lihjanicki (dadanicki) | 0                | Arabia |
| safaicki | 0                | Syria |
| samudejski (tamudejski) | 0                | Jemen, Syria |
| Makrojęzyk arabski |                  | |
| arabski saharyjski (arabski algiersko-saharyjski, arabski algiersko-pustynny)                                                 | 178 000          | Algieria, Niger |
| arabski algierski (algierski, dziria)                                                                                         | 32 377 100       | Algieria, Egipt |
| arabski bahrański (baharna, bahrański, bahrajski)                                                                             | 730 000          | Bahrajn, Oman |
| arabski czadyjski (shua, czadyjski, arabski zachodniosudański)                                                                | 1 757 300        | Czad, Kamerun, Niger, Nigeria |
| arabski cypryjski (maronicki, kormakiti)                                                                                      | 9 760            | Cypr |
| arabski zufarski (zufarski, dhofari)                                                                                          | 105 000          | Oman |
| arabski beduińsko-lewantyński (beduiński wschodnioegipski)                                                                    | 2 239 000        | Egipt, Jordania, Palestyna, Syria |
| arabski egipski (egipski współczesny, arabski dolnoegipski)                                                                   | 64 422 000       | Egipt |
| arabski Zatoki Perskiej (arabski zatokowy)                                                                                    | 8 841 000        | Kuwejt, Bahrajn, Egipt, Iran, Irak, Oman, Katar, Arabia Saudyjska, Zjednoczone Emiraty Arabskie, Jemen |
| arabski hadrami (hadrami) | 4 570 000        | Jemen |
| arabski hidżazyjski (hidżazyjski, zachodnioarabski potoczny)                                                                  | 14 483 300       | Arabia Saudyjska, Erytrea, Zjednoczone Emiraty Arabskie |
| arabski judeo-iracki (jahudycki)                                                                                              | 125 120          | Izrael, Irak |
| arabski judeo-marokański | 324 930          | Maroko, Izrael |
| arabski judeo-trypolitański (judi, judeo-arabski trypolitański)                                                               | 35 000           | Izrael |
| arabski judeo-tunezyjski | 45 500           | Tunezja, Izrael |
| arabski judeo-jemeński (jeminicki)                                                                                            | 50 300           | Jemen, Izrael |
| arabski libijski (beduiński zachodnioegipski)                                                                                 | 4 845 300        | Libia, Egipt, Niger |
| arabski mezopotamski (arabski iracki, bagdacki)                                                                               | 15 649 800       | Irak, Iran, Syria, Turcja |
| arabski marokański (arabski maghrebski)                                                                                       | 32 606 000       | Maroko, Egipt, Sahara Zachodnia |
| arabski nadżdyjski (nadżdyjski, nadżdi)                                                                                       | 4 049 900        | Arabia Saudyjska, Irak, Jordania, Syria |
| arabski północnolewantyński (arabski libańsko-syryjski)                                                                       | 24 205 200       | Syria, Liban, Meksyk, Turcja, Zjednoczone Emiraty Arabskie |
| arabski północnomezopotamski (maslawi)                                                                                        | 8 694 000        | Irak, Jordania, Syria, Turcja |
| arabski omański | 2 430 000        | Oman, Kenia, Tanzania |
| arabski północnojemeński (arabski sanijski)                                                                                   | 11 350 000       | Jemen |
| arabski saidzki (arabski górnoegipski)                                                                                        | 22 400 000       | Egipt |
| arabski szihu | 15 000           | Zjednoczone Emiraty Arabskie, Oman |
| arabski południowolewantyński (palestyńsko-jordański)                                                                         | 11 480 500       | Jordania, Izrael, Palestyna, Zjednoczone Emiraty Arabskie |
| arabski standardowy (arabski, arabski literacki)                                                                              | 273 989 700      | Arabia Saudyjska, Algieria, Bahrajn, Czad, Jemen, Komory, Dżibuti, Egipt, Erytrea, Iran, Irak, Izrael, Jordania, Kuwejt, Liban, Libia, Mali, Mauretania, Maroko, Niger, Oman, Palestyna, Katar, Sahara Zachodnia, Somalia, Sudan Południowy, Sudan, Syria, Tanzania, Tunezja, Turcja, Zjednoczone Emiraty Arabskie |
| arabski sudański (arabski chartumski)                                                                                         | 31 854 400       | Sudan, Erytrea, Sudan Południowy |
| arabski tadżycki (arabski bucharski, arabi)                                                                                   | 6 000            | Tadżykistan, Afganistan |
| arabski południowojemeński (taizzi-jemeni)                                                                                    | 10 475 000       | Jemen, Dżibuti |
| arabski tunezyjski (tunezyjski)                                                                                               | 11 569 400       | Tunezja |
| arabski uzbecki (arabski kaszkadaria)                                                                                         | 700              | Uzbekistan |
| hasanja (hassanijja, arabski hasanja, maure)                                                                                  | 8 837 300        | Mauretania, Algieria, Mali, Maroko, Niger, Senegal, Sahara Zachodnia |
| Makrojęzyk sycylijsko-arabski                                                                                                 |                  | |
| maltański (tunezyjski) | 482 880          | Malta |
| Języki kananejskie |                  | |
| hebrajski (hebrajski współczesny, israeli)                                                                                    | 9 291 800        | Izrael |
| starohebrajski | 0                | Izrael |
| hebrajski samarytański (szamerim)                                                                                             | 0                | Palestyna, Izrael |
| amonicki | 0                | Jordania |
| amorycki (amorytycki) | 0                | Mezopotamia, Syria |
| ugarycki | 0                | Kanaan |
| moabicki | 0                | Moab |
| Kontinuum językowe fenickie                                                                                                   |                  | |
| fenicki | 0                | Fenicja, Kartagina |
| punicki | 0                | Kartagina |
| Języki południowosemickie |                  | |
| Języki etiopskie (abisyńskie, afrosemickie, etiosemickie)                                                                     |                  | |
| Języki północnoetiopskie |                  | |
| gyyz (geez, etiopski klasyczny, staroetiopski)                                                                                | 0                | Etiopia, Erytrea (Aksum) |
| dahalik | 2 500            | Erytrea |
| tigre | 1 290 000        | Erytrea |
| tigrinia | 7 655 200        | Etiopia, Erytrea, Izrael |
| Języki południowoetiopskie |                  | |
| Języki południowoetiopskie zewnętrzne                                                                                         |                  | |
| Makrojęzyk n-grupy |                  | |
| gafat | 0                | Etiopia |
| kistane (soddo, gurage północny, soddo gurage)                                                                                | 315 500          | Etiopia |
| Makrojęzyk tt-grupy |                  | |
| inorski (inor) | 280 000          | Etiopia |
| mesmeski (mesmes) | 0                | Etiopia |
| meskański (mesqan) | 195 000          | Etiopia |
| sebat bet gurage (guragie, gurage środkowo-zachodni, gurage zachodni)                                                         | 1 480 000        | Etiopia |
| Języki południowoetiopskie przejściowe                                                                                        |                  | |
| Makrojęzyk amharsko-argobski                                                                                                  |                  | |
| amharski (abisyński, etiopski)                                                                                                | 25 873 820       | Etiopia, Izrael |
| argobski (argoba, argobba) | 46 940           | Etiopia |
| Makrojęzyk harari-silte |                  | |
| harari (adare) | 34 890           | Etiopia |
| silte (gurage wschodni) | 881 000          | Etiopia |
| wolane | 70 000           | Etiopia |
| zay (gelilla, laqi) | 14 8000          | Etiopia |
| Języki południowoarabskie |                  | |
| Języki współczesne południowoarabskie                                                                                         |                  | |
| Języki południowoarabskie współczesne hobjot-zachodnie                                                                        |                  | |
| Języki południowoarabskie współczesne zachodnie                                                                               |                  | |
| bathari | 200              | Oman, Jemen |
| harsusi | 600              | Oman |
| mehri | 165 900          | Jemen, Kuwejt, Oman, Arabia Saudyjska |
| Języki południowoarabskie współczesne hobjot                                                                                  |                  | |
| hobi (hobjot) | 200              | Oman, Jemen |
| Języki południowoarabskie współczesne wschodnie                                                                               |                  | |
| szehri (dżibbali, szhauri) | 59 000           | Oman, Arabia Saudyjska |
| sokotri | 70 000           | Jemen |
| Języki staropołudniowoarabskie                                                                                                |                  | |
| Makrojęzyk południowoarabski epigraficzny (sajhadyjski)                                                                       |                  | |
| sabejski | 0                | Jemen (Arabia Południowa, Saba) |
| minejski | 0                | Jemen (Arabia Południowa, Mina) |
| katabański | 0                | Jemen (Arabia Południowa, Kataban) |
| hadramaucki | 0                | Jemen (Arabia Południowa, Hadramaut) |
| Języki niesklasyfikowane |                  | |
| ongota (ifa) | 10               | Etiopia |